# Crawford (Georgia)
Crawford – miasto w Stanach Zjednoczonych, w stanie Georgia, w hrabstwie Oglethorpe.